# Musée des sagas
Le musée des sagas, en islandais Sögusafnið, est un musée d'Islande situé à Reykjavik, au sein d'une demeure historique du quartier portuaire. À travers des tableaux mettant en scène des mannequins en silicone entourés d'objets spécialement fabriqués selon les techniques de l'époque, il retrace l'histoire médiévale de l'Islande à travers 16 sagas.